# 영어교육
영어 교육은 언어 중 영어를 교육시키는 것이다. 영어 교육은 영어를 가르치는 교육 방식, 즉 언어 교수법에 따라 다르다.
한국은 현재 영국식 영어 보다는 미국식 영어를 교육시키는 빈도가 높다.

## 국가별 가르치는 방식

### 대한민국
- 초등학교 - 영어회화로 교험을 본다.
- 중학교, 고등학교   - 문법 번역식 교수법(독해 교육)방식으로 교육을 하고 시험을 보며, 영어듣기평가로 평가를 한다.

## 영어 교육 추진과 문법 번역식 영어 교육 과정의 결과

### 영어 교육의 필요성
영어는 강대국의 언어며, 영어를 통해 문화가 알려지기도 한다. 또한 세계적으로 사용되는 언어이기도 하다.
그렇기 때문에 외국과의 소통을 원활히 하기 위해 영어 교육이 필요하다.

### 영어 몰입 교육 추진의 결과
영어의 영향력이 증가함에 따라 여러 분야에 있어서 최소한의 실용적 지식이 필요해졌고, 전 세계 각국 교육 부처들은 기초적인 수준 이상의 영어 교육을 하위 교육기관에 위임하고 있다. 일부 지역에서는 일명 영어 몰입 교육을 추진 중에 있다. 이러하여 초등학교에서 영어에 대한 너무나 큰 비중을 차지하는 우려가 있다.

### 문법 번역식 영어 교육 과정의 결과
영어 또한 모든 언어와 마찬가지로  회화를
익히는 것을 우선시 해야한다. 영어 회화를 익히는 것이 우선시되지 않고 영어를 문법 번역식으로 배우면 일시적으로는 영어 문서를 번역하는데도 도움이 될 가능성이 있으나, 해석에 능통하지 않은 사람이 어려움을 겪기도 한다.
그리고 번역식으로 문법을 배운 사람이 해당 문법을 회화에 적용시키는 사람이 있는 반면에 그렇지 못한 대다수가 회화를 못하고 시험만 보는 것이다.
더군다나, 문법을 안 배우거나 암기하려 하지 않는 사람은 영어 교과서 본문 자체만을 시험 볼 때만 일시적으로 아예 외우다시피 하기 때문에 해당 교과서 본문과 유사 문법 구조를 지닌 문장이 있는 문서나 글귀가 있더라도 본인이 스스로 해석을 자연스럽게 하지도 못하는 미래의 결과를 초래할 수 있다.
일제 영향과 시험의 목적 때문에 영어회화 및 직접식 교수법이 최소화 된 대한민국은 국민이 초기 외국인과의 영어 회화를 자연스럽게 하는데 어려움을 겪는다.

## 영어학원
우리나라 학원에서 문법 번역식 교수법 (독해)를 가르치는 비중은 높으나, 2000년대 Gnb어학원과 같은 영어학원을 시작으로 2013년도 이후부터는 공터영어, 목달, 3030영어 등의 영어회화(문법식으로 회화를 가르치는 경우도 포함)를 전문으로 취급하는 학원이나 강의 사이트가 증가했다. 오늘날은 한솔플러스영어와 같이 문법은 물론 영어독해 및 영어교과 외에 영어회화도 함께 겸하는 경우의 학원도 있고, 영어회화 학원과 영어독해 학원을 함께 다니는 학습대상자들이 있다.

## 분야와 지위에 따른 영어 학습 목적
의료나 컴퓨터 사용과 같은 여러 분야는 기초적인 영어 사용 능력을 전제로 한다. 이를 위해 수억명 이상의 사람들이 영어를 배운다.
영어는 유엔의 여섯 공용어 가운데 하나이다. 때문에 유엔 관련 위치의 사람들은 영어를 배우려고 한다.

## 같이 보기
- 콩글리쉬
- 재플리쉬
- 실용영어
- 영어시험